# Gare de La Chapelle-Yvon
La gare de La Chapelle-Yvon est une gare ferroviaire, fermée, de la ligne de La Trinité-de-Réville à Lisieux, située sur le territoire de la commune déléguée de La Chapelle-Yvon, au sein de la commune nouvelle de Valorbiquet, dans le département du Calvados en région Normandie.

## Situation ferroviaire
Établie à 83 mètres d'altitude, la gare de La Chapelle-Yvon était située au point kilométrique (PK) 19,7 de la ligne de La Trinité-de-Réville à Lisieux, entre la gare de Saint-Martin-de-Bienfaite et la halte de Saint-Pierre-de-Mailloc.
Elle disposait de deux voies.

## Histoire
La ligne de chemin de fer de Lisieux à Orbec a été déclarée d'intérêt public le 30 avril 1870 et a été mise en service le 2 juin 1873, comprenant donc la gare de La Chapelle-Yvon. La ligne a été prolongée jusqu'à La Trinité-de-Réville le 18 septembre 1882. La gare de La Chapelle-Yvon fut fermée au trafic voyageurs le 19 janvier 1934, avec la totalité de la ligne, mais resta ouverte au trafic marchandises jusqu'au 1er juillet 1956. La ligne d'Orbec à Lisieux est déclassée en 1969.

## Patrimoine ferroviaire
Le bâtiment voyageurs d'origine est toujours présent, réaffecté, il est devenu une habitation privée.